# Takamagahara
Takamagahara (高天が原?) (traducere literală, „Înalta Câmpie Celestă”) (denumiri alternative, Takaamahara, Taka-no-amahara, Takamanohara, Takamagaharaeste) este panteonul divinităților cerești (tenjin sau amatsukami) din mitologia japoneză.
Termenul opus este Nenokuni („Țara Rădăcinilor”) unde se duc unii oameni după ce mor. Între ele este lumea umană, Ashihara no nakatsukuni („Țara Centrală de Trestii”). Aceste concepte simbolizează o concepție verticală a universului și sugerează o asociație cu șamanismul.